# Rainis-und-Aspazija-Denkmal

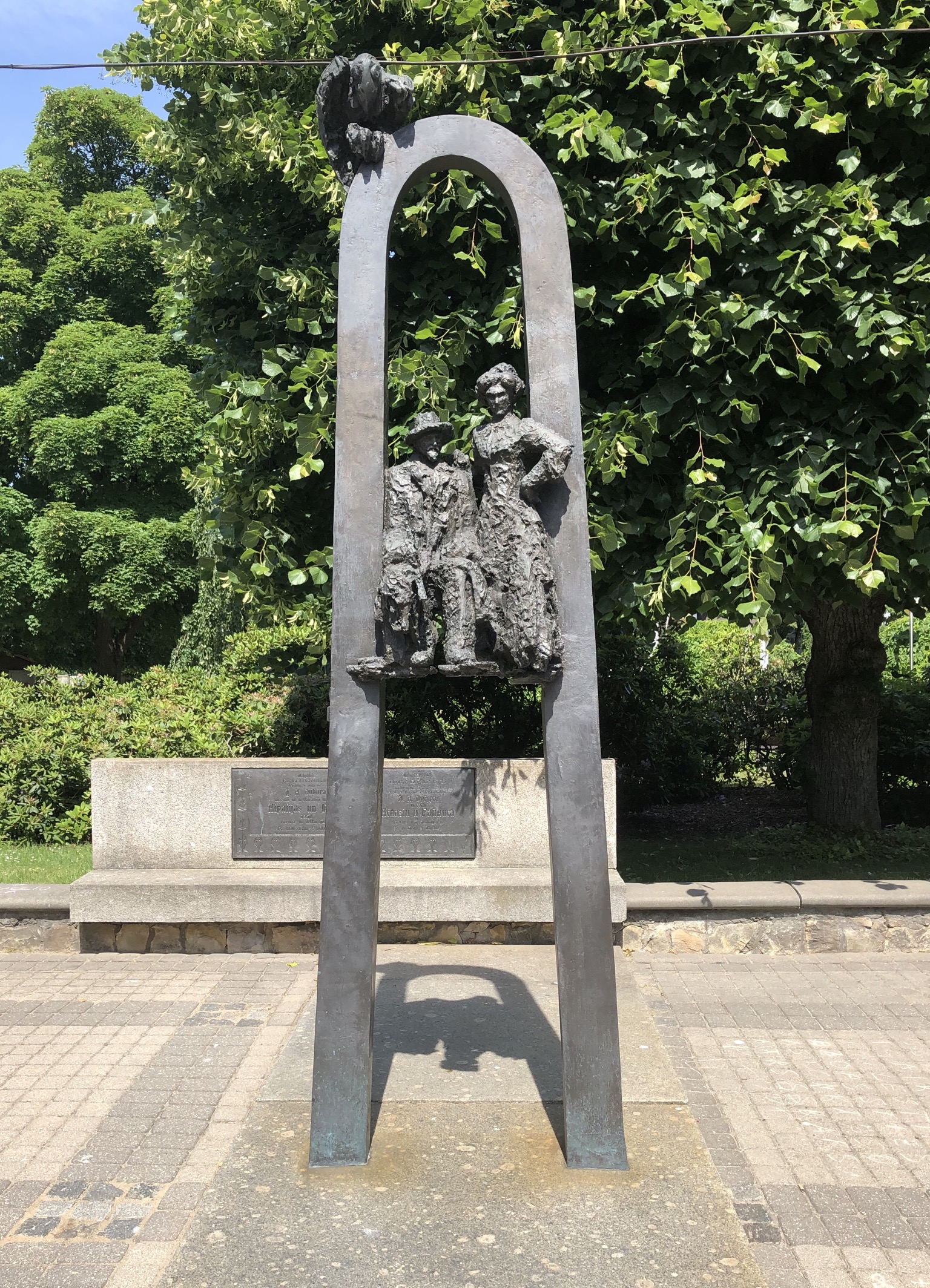
Rainis-und-Aspazija-Denkmal

Das Rainis-und-Aspazija-Denkmal (lettisch Raiņa un Aspazijas piemineklis) ist ein Denkmal für das lettische Dichterpaar Rainis und Aspazija in der lettischen Stadt Jūrmala.
Es befindet sich im Ortsteil Majori auf der Nordseite der zentral in Majori gelegenen Johmenstraße (Jomas iela), im Bereich der Adresse Johmenstraße 42.
Das Denkmal wurde von den Bildhauern Zigrīda-Džoana Rapa und Juris Rapa aus Bronze und Granit geschaffen und 1990 enthüllt. Es zeigt als Skulpturen innerhalb eines schmalen Rundbogens den sitzenden Rainis und neben ihm stehend Aspazija. Beide lebten zeitweise in Majori, Rainis bis zu seinem Tod.